# Miro (Einheit)
Der Miro war ein italienisches Volumenmaß für Öl in der unter österreichischer Hoheit stehenden venetianischen Provinz. Zwischen Venedig und Verona war ein kleiner Unterschied im Maß.
- Venedig
  - 1 Miro = 768 ¾ Pariser Kubikzoll = 15,79 Liter
  - 1 Botta = 2 Migliaja = 80 Miri
  - 1 Miro = 25 Libbre große (schweres Pfund) beim Verkauf nach Gewicht[1]
- Verona
  - 1 Miro = 741 ½ Pariser Kubikzoll = 14 7/8 Liter[2]